# Siblingen
Siblingen – miejscowość i gmina w północnej Szwajcarii, w kantonie Szafuza.  

## Demografia
W Siblingen mieszkają 883 osoby. W 2021 roku 14,2% populacji gminy stanowiły osoby urodzone poza Szwajcarią. 

## Transport
Przez teren gminy przebiega droga główna nr 14.